# 拉姆納鄉 (卡拉什-塞維林縣)
45°26′N 21°41′E / 45.433°N 21.683°E
拉姆納鄉（羅馬尼亞語：Comuna Ramna, Caraș-Severin），是羅馬尼亞的鄉份，位於該國西南部，由卡拉什-塞維林縣負責管轄，面積99平方公里，海拔高度200米，2007年人口1,630，人口密度每平方公里16人。